# تيست درايف: إيف أوف ديستروكشن
تيست درايف: إيف أوف ديستروكشن (بالإنجليزية: Test Drive: Eve of Destruction)‏ ، هي لعبة إلكترونية من نوع سباق السيارات، صدرت عام 2004م، وتعمل على نظامي التشغيل بلاي ستيشن 2 و إكس بوكس.

## وصلة خارجية
- Atari page: PlayStation 2, Xbox